# Edith Frank
Edith Frank (Aquisgrà, 16 de gener de 1900 - Auschwitz, 6 de gener de 1945) (nom abans de casar-se, Edith Holländer) és la mare d'Anne i Margot Frank.
Edith Holländer va néixer a Aquisgrà en una família jueva benestant d'origen neerlandès que cap al 1800 va emigrar a Alemanya des d'Amsterdam. En acabar els estudis superiors, va treballar en el negoci de la família durant uns quants anys. El 8 de maig de 1925 va casar-se, en una cerimònia civil a Aquisgrà, amb Otto Frank, que havia conegut a la festa de compromís d'una amiga amb el germà d'ell. Uns dies més tard van celebrar la cerimònia religiosa a la sinagoga de la mateixa ciutat.
Otto i Edith Frank van instal·lar-se a Frankfurt, on van néixer les seves filles, Margot i Anne, l'any 1926 i el 1929, respectivament. La crisi econòmica que va seguir al crac del 29, que va fer trontollar el negoci bancari de la família d'Otto Frank, juntament amb l'antisemitisme creixent i la pujada al poder de Hitler, els va fer decidir emigrar als Països Baixos i començar allà una nova vida i un nou negoci. Primer s'hi va traslladar el seu marit; ella va quedar-se a Aquisgrà amb les dues filles i el desembre de 1933, amb la filla gran va reunir-se amb Otto Frank. La filla petita, Anne, va estar-se a Aquisgrà fins al febrer de 1934.

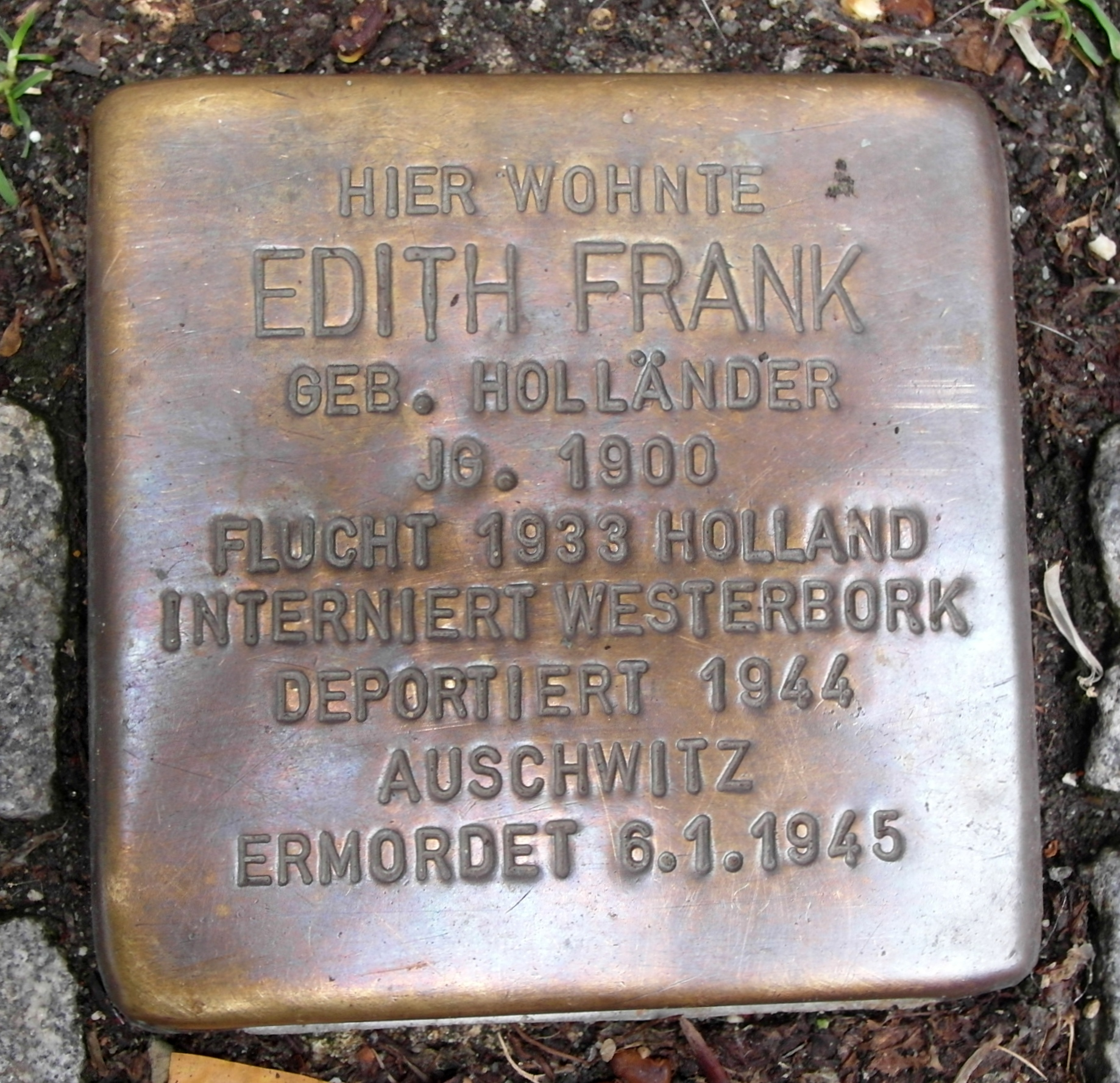
Stolperstein dedicada a Edith Frank-Holländer a Aquisgrà

Va ser perseguida pels nazis juntament amb tota la seva família i els seus companys (la família Van Pels i Fritz Pfeffer) de la «casa del darrere». Capturada el 1944, va romandre a Auschwitz després que les seves filles i Auguste Van Pels van ser deportats cap a Bergen-Belsen. Edith Frank va emmalaltir a Auschwitz i va ser internada en els barracons dels presoners malalts, on va morir el 6 de gener de 1945, poques setmanes abans que el camp fos alliberat.
Des del 15 de juny de 2009, tres pedres de topada (Stolperstein) col·locades en el número 1 de Pastorplatz, a Aquisgrà, recorden que en aquella plaça van viure Edith Frank i les seves filles Margot i Anne.